# Pannepot
Pannepot is een reeks van Belgische bieren van hoge gisting. De naam verwijst naar de vissersboten van De Panne, begin jaren 1900 en naar de donkere ale die door de vissers gedronken werd.
Het bier wordt sinds 2005 gebrouwen te Vleteren door De Struise Brouwers.

## Varianten
- Pannepot (Old Fisherman’s Ale), bruin bier met een alcoholpercentage van 10%. Het originele bier.
- Pannepeut (Old Monk’s Ale), bruin bier met een alcoholpercentage van 10%. Een variant van het recept van Pannepot, als eerbetoon aan het Deense publiek dat het bier internationaal heeft gelanceerd.
- Pannepot Reserva, bruin bier met een alcoholpercentage van 10%. Pannepot die 14 maanden is gelagerd op wijnvaten.
- Pannepot Reserva Vintage 2005, bruin bier met een alcoholpercentage van 10%. Pannepot die eerst 14 maanden is gelagerd op wijnvaten en daarna 8 maanden op Calvadosvaten. Eenmalig op de markt gebracht in 2007.
- Pannepot Special Reserve, bruin bier met een alcoholpercentage van 10%. Pannepot die 3 jaar is gelagerd op portvaten.
- Pannepot Wild, bruin bier met een alcoholpercentage van 10%. Pannepot die een wilde gisting heeft gekregen (2 jaar) op rodewijnvaten (Saint-Emilion).